# Israel nos Jogos Olímpicos de Verão de 1964
Israel competiu nos Jogos Olímpicos de Verão de 1964, realizados em Tóquio, Japão.
Os correios israelenses emitiram uma série comemorativa da participação do país nos Jogos Olímpicos.

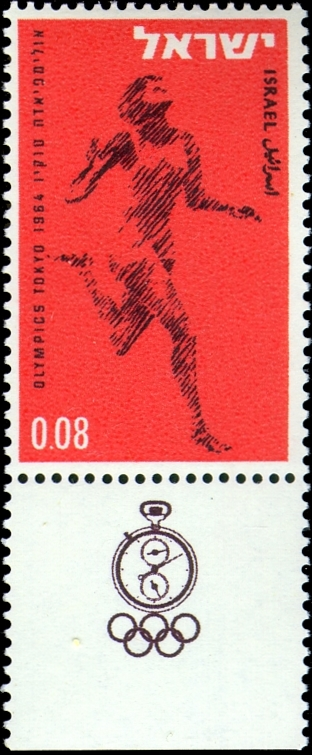
Atletismo
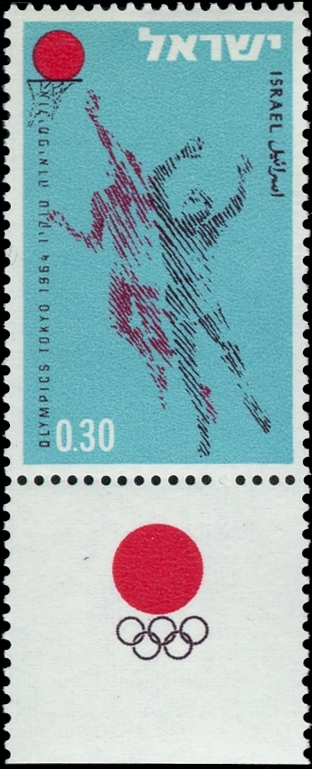
Basquetebol
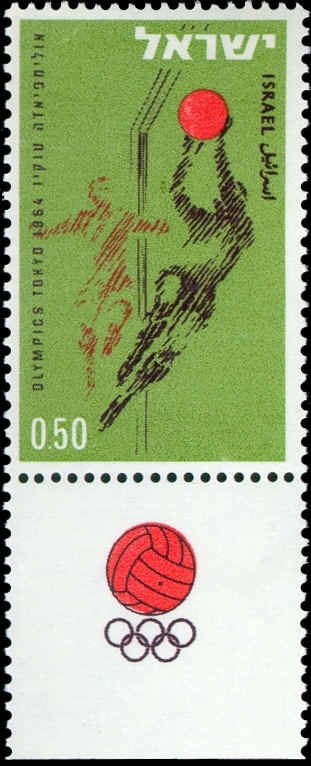
Handebol